# رئيس
الرئيس هو لقب يستخدم ليدل على منصب القيادة لمنظمة، أو شركة، أو جماعة، أو نادي، أو نقابة، أو جامعة، أو بلد أو أي قسم/جزء من تلك الكيانات، أو، بشكل أعم، أي شيء آخر.
و ترجع كلمة "رَئِيس" في اللغة العربية إلى الجَذْر (ر أ س) و"الرأْسُ من كل شيء: أعلاه" (بالإنجليزية: Head of). وكلمة"رَئِيس" في العربية هي من المصدر (رِيَاسَة أو رِئَاسَة) ومشتقة من الفعل (رَأَسَ) فيقال: "رَأَسَ فلان القَومَ" أي "صار الأعْلى مقاماً أو رُتْبَةً فيهم" ويقال: (رَأَسَ) فلان القَومَ يَرْأَسُهم - بالفتح - (رِيَاسةً) فهو (رَئِيسُهم)" أي "أعلاهم رُتْبةً أو مقاماً" ويقال أيضاً (رَيِّسٌ) بوزن قَيِّم.
أما في اللغة الإنجليزية فالمرادف لهذا اللقب هو كلمة President وهو الشخص الذي يقوم بمهام الرئيس وهي كلمة مشتقة من الفعل preside بمعنى «قام بمهام الرئيس» (و هو فعل ترجع جذوزه إلى اللغة اللاتينية، وهو مكون من شقين -prae «قبل» + sedere «الجلوس»، وتم دمج الشقين في مصطلح واحد ليصبح praeses بمعنى «الجلوس قبل الحضور» أو «الجلوس أمام الحضور».
في الأصل، كان لقب President يستعمل في الغرب للإشارة للموظف المُترئِّس لمَرْسَم احتفالى أو اجتماع ذو طقوس وتقالِيد وعادات يَنْبَغِي مُرَاعَاتها، وهو ما يطلق عليه حالياً Chairman أو رئيس مجلس، ولكن لقب President يشير في الغرب في أغلب الأحيان لمسؤول رسمي (حكومى) في هذه الأيام. فمن بين مسميات أخرى، كلمة President اليوم هي لقب شائع الاستخدام للدلالة على رؤساء الدول Heads of state في معظم جمهوريات العالم، سواء كان قد تم انتخابهم شعبياً أو تم اختيارهم من قبل هيئة تشريعية ما أو عن طريق مجمع انتخابي استثنائي.

## منصب رئيس الدولة

### الرؤساء في الدول الديمقراطية
عادة في البلدان ذات الحكومات الديمقراطية أو الممثلة للشعب، يتم انتخاب الرؤساء لفترة محددة من الوقت، وفي بعض الحالات يجوز إعادة انتخابهم من خلال نفس العملية التي يتم بها تعيينهم، وهذا يعنى في العديد من الدول: الانتخابات الشعبية الدورية. ولكن الصلاحيات المخولة لمثل هؤلاء الرؤساء تختلف اختلافاً ملحوظاً من بلد لأخرى. فالمناصب الرئاسية في بعض البلدان، كرئيس أيرلندا على سبيل المثال، هي مناصب شرفية إلى حد كبير، في حين أن أنظمة حكم أخرى تخول لرئيس الدولة سلطات حقيقية مثل تعيين وإقالة رؤساء الوزراة أو مجلس الوزراء، وسلطة إعلان الحرب، وسلطة نقض التشريعات. في العديد من الدول، رئيس الدولة هو أيضاً القائد العام للقوات المسلحة، على الرغم من أن هذا المنصب أيضاً يتراوح فيه دور الرئيس من مجرد دور شرفي لدور تمارس فيه سلطات واسعة.

### النظم الرئاسية
في الدول التي تتبع النظام الرئاسي في الحكم، يمارس الرئيس مهام رئيس الدولة ورئيس الحكومة، أي انه يوجه الفرع التنفيذي للحكومة.
الرؤساء في هذا النظام أما يتم انتخابهم بسبيل «مباشر» عن طريق الاقتراع الشعبي أو بسبيل «غير مباشر» عن طريق انتخاب «مجمع انتخابى» أو أي هيئة أخرى تكون منتخبة ديمقراطياً.
في الولايات المتحدة، يتم انتخاب رئيس الجمهورية بسبيل «غير مباشر» عن طريق «مجمع انتخابى» مكون من ناخبين ممثلين عن كل الولايات حسب الحجم الانتخابى لكل ولاية ويتم اختيارهم من قبل المصوتين (الشعب) في الانتخابات الرئاسية. في معظم الولايات الأمريكية، يلتزم كل ناخب بالتصويت لمرشح رئاسى معين تقوم بتحديده الأصوات الشعبية في كل ولاية، بذلك يكون الشعب، أثناء عملية التصويت لكل ناخب، هو في الواقع يصوت للمرشح الرئاسى. ولكن لأسباب عديدة لا يُرجَح أن تَتَناسب أعداد الناخبين لصالح كل مرشح رئاسى مع أعداد الأصوات الشعبية لصالح نفس المرشح. ولذلك فقد حدث في أربعة انتخابات ذات نسب متقاربة في الولايات المتحدة (1824، 1876، 1888، و2000)، أن يكون المرشح الرئاسى الحاصل على أغلب الأصوات الشعبية لا يزال خاسراً للانتخابات على مستوى الأصوات الانتخابية للمجمع الانتخابي.
في المكسيك، يتم انتخاب الرئيس «مباشرة» لمدة ست سنوات عن طريق التصويت الشعبي. ويصبح المرشح الرئاسى الحاصل على الأغلبية في التصويت الشعبي رئيساً منتخباً للبلاد حتى دون أن يحصل على الأغلبية المطلقة. ولا يجوز للرئيس المكسيكى أن يترشح لفترة ولاية أخرى. وشهدت الانتخابات الرئاسية المكسيكية عام 2006 منافسة شرسة، حيث أظهرت نتائج الانتخابات فارق ضئيل في الأصوات بين المرشحيِّن الحاصليِّن على أغلب الأصوات الشعبية وكان هذا الفارق حوالى 0.58٪ من مجموع الأصوات. وقد أعلنت المحكمة الانتخابية الاتحادية رئيساً منتخباً للمكسيك بعد سير عملية ما بعد الانتخابات المثيرة للجدل.
في البرازيل، يتم انتخاب الرئيس «مباشرة» لمدة أربع سنوات عن طريق التصويت الشعبي.و لابد للمرشح الرئاسى أن يحصل على أكثر من 50٪ من الأصوات الصحيحة. فإذا لم يحصل أي من المرشحين على أغلبية مطلقة من أصوات الشعبية، يتم إجراء انتخابات الإعادة بين المرشحيِّن الحاصليِّن على أكبر عدد من الأصوات. وللمرة الثانية، يحتاج المرشح الرئاسى أن يحصل على أغلبية الأصوات ليكون رئيساً منتخباً. في البرازيل، لا يمكن أن يتم انتخاب الرئيس لأكثر من فترتين متتاليتين، ولكن لا يوجد حد لعدد الفترات التي يمكن للرئيس أن يترشح لها.
و تتبع العديد من دول أمريكا الجنوبية، وأمريكا الوسطى، والدول الأفريقية النموذج الرئاسي في الحكم.

### النظم شبه الرئاسية
النظام الثاني هو النظام شبه رئاسي، والمعروف أيضا باسم النظام الفرنسي. في هذا النظام، كما هو الحال في النظام البرلماني، هناك رئيس ورئيس الوزراء على حد سواء، ولكن على عكس النظام البرلماني، فد يحوز الرئيس من حين لآخر على سلطة ملحوظة. على سبيل المثال في فرنسا، عندما يسيطر الحزب السياسى المنتمى له الرئيس على أغلبية المقاعد في الجمعية الوطنية (مجلس النواب في فرنسا)، يمكن للرئيس العمل بشكل وثيق مع البرلمان ورئيس الوزراء، من أجل التوصل إلى جدول أعمال مشترك.
أما عندما يتم التحكم في الجمعية الوطنية من قبل معارضيه، فيمكن للرئيس أن يجد نفسه مهمش لقيام رئيس الوزراء من الحزب المعارض بالاستئثار بأغلب السلطات. وعلى الرغم من أن منصب رئيس الوزراء لا يزال يعتبر منصب «مُعَيَّن» من قبل رئيس الدولة، إلا أنه يتوجب على رئيس الدولة الانصياع لقواعد البرلمان، ويقوم باختيار زعيم من حزب الأغلبية في مجلس النواب كرئيس للوزراء.
وهكذا، في بعض الأحيان يمكن للرئيس ورئيس الوزراء أن يكونا حلفاء، وأحياناً يكونا منافسين، وتعرف هذه الحالة الأخيرة في فرنسا بحكومة التعايش. وتوجد «أشكال متغيرة» من النظام شبه الرئاسي الفرنسي، الذي نشأ في بداية الجمهورية الخامسة على يد شارل ديغول، ويتم استخدامها في فرنسا، وفنلندا، ورومانيا، وروسيا، ومصر وسريلانكا ودول ما بعد الاستعمار التي تحتذى النموذج الفرنسي.

### النظم البرلمانية
نظام آخر للحكم هو النظام المستخدم في الجمهوريات البرلمانية، حيث تكون الرئاسة منصب شرفي إلى حد كبير. البلدان التي تستخدم هذا النظام تشمل إسرائيل وأيرلندا ومالطا وإيطاليا والنمسا والمجر وبولندا وتركيا وآيسلندا والهند وباكستان وسنغافورة وألمانيا واليونان.

### الرئاسة الجماعية
توجد فقط أقلية ضئيلة من الجمهوريات الحديثة التي ليس لديها رئيس أوحد للدولة: وأمثلة ذلك:
- سويسرا، حيث تناط رئاسة الدولة بشكل جماعي إلى مجلس من سبعة أعضاء ويسمى مجلس الاتحاد السويسري، على الرغم من أنه يوجد أيضاً رئيس للاتحاد، الذي هو عضو في المجلس الاتحادي وهو مُنْتَخب من قبل الجمعية الاتحادية (البرلمان السويسري) لمدة عام (الإتفاقية الدستورية تندب أن يتم تناوب هذا المنصب في عيد رأس السنة الجديدة).
- الرئيسان الحاكمان لسان مارينو اللذان ينتخبا من قبل المجلس الكبير والعام.
- في الاتحاد السوفياتي السابق، فحينما كانت السلطة الحقيقية تمارس من قبل الأمين العام للحزب الشيوعي، كانت رئاسة مجلس السوفيات الأعلى تنفذ سلطات رئاسة الدولة الجماعية، وكان رئيسها يسمى في كثير من الأحيان «الرئيس» في الغرب.
- يوغوسلافيا بعد وفاة جوزيف بروز تيتو.

### الرؤساء في الأنظمة الديكتاتورية
في الدكتاتوريات، يُؤخَذ لقب «الرئيس» في كثير من الأحيان من قبل قادة نَصَّبوا أنفسهم و/أو مدعومين من الجيش في هذا المنصب. هذا هو الحال في العديد من الدول الإفريقية؛ عيدي أمين في أوغندا، أدولف هتلر في ألمانيا، فرديناند ماركوس في الفلبين، على سبيل المثال وليس الحصر.
«رئيساً مدى الحياة» هو اللقب الذي يُفْتَرَض أو يُتَخَذ من قبل بعض الحكام المستبدين في محاولة لضمان أن سلطتهم أو شرعيتهم لا تخضع أبداً للاستجواب. ومن المفارقات الساخرة، أن معظم القادة الذين أعلنوا أنفسهم «رؤساء مدى الحياة» في الواقع لا يقضون بنجاح حياتهم في الخدمة. ولكن من جهة أخرى، هناك رؤساء مثل ألكسندر بيتيون، ورافائيل كاريرا، وجوزيف بروز تيتو، وفرانسوا دوفالييه قد توفوا في مناصبهم. ولقد سُمِى كيم ايل سونغ الرئيس الأبدي للجمهورية بعد وفاته.
وقد عين سولا لوسيوس كورنيليوس نفسه في 82 قبل الميلاد منصب جديد تماماً، "dictator rei publicae constituendae causa" وهي تعنى «دكتاتور من أجل توطين الدستور»، والذي كان عملياً مطابق لمصطلح "dictatorate rei gerendae causa" (دكتاتورية لاخماد التمرد والحرب) إلا أنه افتقر إلى أي قيد زمنى محدد، وعلى الرغم من ذلك فقد شغل سولا هذا المنصب لأكثر من عامين قبل أن يتنازل طواعية عن المنصب ويعتزل الحياة العامة.
و الحادثة الثانية المشهورة لزعيم قام بتمديد فترة ولايته إلى أجل غير مسمى كان الدكتاتور الروماني يوليوس قيصر، الذي جعل نفسه «ديكتاتور دائم» (و التي عادة ما تترجم بشكل غير صحيح لمصطلح «دكتاتور مدى الحياة») في 45 قبل الميلاد. ولقد حاكي تصرفاته فيما بعد القائد الفرنسي نابليون بونابرت الذي تم تعيينه «القنصل الأول مدى حياة» في عام 1802.
وكان آخر شخص حي يُعْلَن رسمياً كرئيس مدى الحياة هو صابر مراد نيازوف رئيس تركمانستان.
ولقد حكم عدة رؤساء حتى وافتهم المنبة، ولكنهم لم يُعْلِنوا أنفسهم رؤساء مدى الحياة. على سبيل المثال، نيكولاي تشاوتشيسكو في رومانيا، الذي حكم حتى إعدامه (طالع الثورة الرومانية).

### الرموز الرئاسية
في معظم البلدان يحق للرئيس بعض العلاوات الاستثنائية كرأس للحكم في البلاد، وربما يكون لديه مقر للإقامة مرموق، وغالباً ما يكون إِيواناً فخماً أو قصراً، وأحياناً يكون لديه أكثر من واحد (على سبيل المثال مقر للإقامة صيفى وشتوى، أو ملاذ ريفى) - ويكون لمكتب الرئيس رموز معينة، مثل الزي الرسمي لطاقم الرئاسة، وزخارف المكتب، وختم الرئاسة، وشِعارُ النّبالَة، والعَلَمْ (عَلَمْ الرئاسة) ولوازم أخرى ظاهرة؛ كالتشريفات العسكرية مثل تحية السلاح، وقرع الطبل ونفخ الأبواق، والحرس الرئاسي. ومن أكثر رموز الرئاسية شيوعاً هي الأوشحة الرئاسية التي يرتديها في الغالب رؤساء أمريكا اللاتينية باعتبارها رمزاً للاستمرارية في الرئاسة، وتقديم الوشاح للرئيس الجديد.

### التسلسل الأبجدى للرئاسات
الدول الأعضاء في الأمم المتحدة تم ترتيبها في الأعمدة، أما غيرها من الكيانات الأخرى تم تقديمها في بداية هذه الفقرة:
- أثيوبيا
- أذربيجان
- أرمينيا
- إريتريا
- استونيا
- إسرائيل
- أفغانستان
- روسيا
- الأرجنتين
- الإكوادور
- ألبانيا
- البرازيل
- البرتغال
- البوسنة والهرسك
- الجبل الأسود
- الجزائر
- الرأس الأخضر
- السلفادور
- السنغال
- السودان
- الصومال
- العراق
- الغابون
- الفلبين
- الكاميرون
- ألمانيا
- المجر
- المكسيك
- النمسا
- النيجر
- الهند
- الولايات المتحدة الأمريكية
- اليمن
- اليونان
- اندونيسيا
- أنغولا
- أوروغواي
- أوزبكستان
- أوغندا
- أوكرانيا
- إيران
- أيرلندا
- آيسلندا
- إيطاليا
- باراغواي
- باكستان
- بالاو
- بلغاريا
- بنغلاديش
- بنما
- بنين
- بوتسوانا
- بوركينا فاسو
- بوروندي
- بولندا
- بوليفيا
- بيرو
- تركيا
- ترينيداد وتوباغو
- تشاد
- تشيلي
- تنزانيا
- توغو
- تونس
- تيمور الشرقية
- جزر القمر
- جزر المالديف
- جزر مارشال
- جمهورية أفريقيا الوسطى
- جمهورية التشيك
- جمهورية الدومينيكان
- جمهورية الصين الشعبية
- جمهورية الكونغو
- جمهورية الكونغو الديمقراطية
- جنوب أفريقيا (1961-1994)
- جنوب أفريقيا (1994)
- جنوب السودان
- جورجيا
- جيبوتي
- دومينيكا
- رواندا
- زامبيا
- زيمبابوي
- روسيا البيضاء
- رومانيا
- ساموا
- سان مارينو
- ساو تومي وبرينسيبي
- سري لانكا
- سلوفاكيا
- سلوفينيا
- سنغافورة
- سوريا
- سورينام
- سويسرا
- سيراليون
- سيشيل
- صربيا
- طاجيكستان
- غامبيا
- غانا
- غواتيمالا
- غيانا
- غينيا
- غينيا بيساو
- غينيا الاستوائية
- فانواتو
- فرنسا
- فنزويلا
- فنلندا
- فيتنام
- فيجي
- قبرص
- قيرغيزستان
- كازاخستان
- كرواتيا
- كوبا
- كوت ديفوار
- كوريا الجنوبية
- كوستاريكا
- كولومبيا
- كيريباتي
- كينيا
- لاتفيا
- لاوس
- لبنان
- ليبيريا
- ليتوانيا
- مالاوي
- مالطا
- مالي
- مدغشقر
- مصر
- مقدونيا
- منغوليا
- موريتانيا
- موريشيوس
- موزامبيق
- مولدوفا
- ناميبيا
- ناورو
- نيبال
- نيجيريا
- نيكاراغوا
- هايتي
- هندوراس
- ولايات ميكرونيزيا الموحدة
- رئيس فلسطين
- رئيس كوسوفو
- رئيس جمهورية الصين (تايوان)
- رئيس قبرص الشمالية
- رئيس أرض الصومال
- رئيس أبخازيا
- رئيس أوسيتيا الجنوبية
- رئيس جمهورية مرتفعات قرة باغ
- رئيس الجمهورية العربية الصحراوية الديمقراطية
- رئيس ترانسنيستريا
- قادة الاتحاد السوفياتي